# Cyornis whitei
Cyornis whitei és una espècie d'ocell de la família dels muscicàpids (Muscicapidae). Es troba al sud de la Xina, al nord-est de l'Índia i al sud-est asiàtic.
Era tractat com una subespècie del papamosques dels turons (Cyornis banyumas whitei) abans que els estudis filogenètics moleculars els trobessin diferents.

## Taxonomia
Segons la llista mundial d'ocells del Congrés Ornitològic Internacional (versió 11.2, juliol 2021) aquest tàxon té la categoria d'espècie. Tanmateix, altres obres taxonòmiques, com el Handook of the Birds of the World i la quarta versió de la BirdLife International Checklist of the birds of the world (Desembre 2019), el consideren encara una subespècie del del papamosques dels turons (Cyornis banyumas whitei).